# Wahlkreis Schwaben
Der Wahlkreis Schwaben ist einer der sieben Wahlkreise für die bayerischen Land- und Bezirkstagswahlen. Territorial entspricht er dem bayerischen Bezirk Schwaben.
Der Wahlkreis entsendet mindestens 26 Abgeordnete ins Maximilianeum, von denen 13 in den Stimmkreisen direkt gewählt werden. Bei der Wahl 2018 ergaben sich zwei Überhang- und drei Ausgleichsmandate, so dass die Gesamtzahl der schwäbischen Abgeordneten im 18. Bayerischen Landtag bei 31 liegt. Schwaben ist dadurch im Maximilianeum mit 15,1 % der Abgeordneten statt der gesetzlichen 14,4 % etwas stärker repräsentiert als sonst.

## Stimmkreise
In Schwaben gab es in den letzten Jahren keine Änderungen in der Zahl oder dem Zuschnitt der Stimmkreise.
| Stimmkreis                   | Anmerkung | 2018    | 2013    | 2008    |
| ---------------------------- | --------- | ------- | ------- | ------- |
| 701 Augsburg-Stadt-Ost       |           | 0226400 | 0110390 | 0110210 |
| 702 Augsburg-Stadt-West      |           | 0226400 | 0108033 | 0105529 |
| 703 Aichach-Friedberg        |           | 0100600 | 098354  | 096047  |
| 704 Augsburg-Land, Dillingen |           | 0110700 | 0109583 | 0108747 |
| 705 Augsburg-Land-Süd        |           | 0116500 | 0114878 | 0112810 |
| 706 Donau-Ries               |           | 0100100 | 099699  | 098769  |
| 707 Günzburg                 |           | 090000  | 089048  | 089044  |
| 708 Kaufbeuren               |           | 092200  | 091194  | 089979  |
| 709 Kempten, Oberallgäu      |           | 0107100 | 0105009 | 0102758 |
| 710 Lindau, Sonthofen        |           | 0118600 | 0118271 | 0117105 |
| 711 Marktoberdorf            |           | 096200  | 093966  | 092744  |
| 712 Memmingen                |           | 096100  | 094286  | 093037  |
| 713 Neu-Ulm                  |           | 0112400 | 0111725 | 0109802 |
| Schwaben                     |           | 1366900 | 1344436 | 1326581 |

Die Zahlen der Wahlberechtigten für die Landtagswahl 2018 sind vorläufige Schätzungen. Für die Stimmkreise 701 und 702 (Augsburg Stadt) ist nur eine Schätzung für die Summe der Wahlberechtigten verfügbar.

## Ergebnisse der Parteien

### Wahlen seit 2008
Bei den Landtagswahlen 2008, 2013 und 2018 errang die CSU jeweils alle dreizehn Direktmandate. Die übrigen Sitze wurden von den Listenbewerbern besetzt, die auf der entsprechenden Parteiliste die größten Gesamtstimmenzahlen aufwiesen. 2018 errang die CSU zwar alle dreizehn Direktmandate, hätte aufgrund der Gesamtstimmenzahl aber nur Anspruch auf elf Mandate gehabt. Dadurch ergaben sich zwei Überhangmandate. Die AfD, Grünen und die Freien Wähler erhielten jeweils eins der drei sich daraus ergebenden Ausgleichsmandate.
| Wahlen seit 2008      | 2018    | 2018  | 2013    | 2013  | 2008    | 2008  |
| --------------------- | ------- | ----- | ------- | ----- | ------- | ----- |
| Partei                | Prozent | Sitze | Prozent | Sitze | Prozent | Sitze |
| CSU                   | 38,2    | 13    | 49,4    | 15    | 47,1    | 14    |
| Bündnis 90/Die Grünen | 17,1    | 6     | 8,6     | 3     | 8,5     | 3     |
| Freie Wähler          | 13,6    | 5     | 9,7     | 3     | 10,5    | 3     |
| AfD                   | 11,3    | 4     | –       |       | –       |       |
| SPD                   | 7,7     | 2     | 17,2    | 5     | 15,3    | 4     |
| FDP                   | 4,7     | 1     | 3,4     |       | 8,0     | 2     |
| Die Linke             | 2,8     |       | 2,2     |       | 4,1     |       |
| BP                    | 1,6     |       | 2,5     |       | 1,3     |       |
| ödp                   | 1,6     |       | 2,2     |       | 2,1     |       |
| V-Partei³             | 0,5     |       | .       |       | .       |       |
| PARTEI                | 0,5     |       | –       |       | –       |       |
| Piraten               | 0,3     |       | 1,9     |       | –       |       |
| mut                   | 0,1     |       | –       |       | –       |       |
| LKR                   | 0,0     |       | –       |       | –       |       |
| REP                   | –       |       | 1,2     |       | 1,5     |       |
| NPD                   | –       |       | 1,0     |       | 1,1     |       |
| Frauenliste           | –       |       | 0,6     |       | –       |       |
| RRP                   | –       |       | –       |       | 0,6     |       |
| insgesamt             | 100     | 31    | 100     | 26    | 100     | 26    |

### Wahlen bis 2003
Unter „sonstige“ sind zusammengefasst unter anderem Freie Wähler, ÖDP, Republikaner und Bayernpartei.
| Wahlen bis 2003       | 2003    | 1998    | 1994    |
| --------------------- | ------- | ------- | ------- |
| Partei                | Prozent | Prozent | Prozent |
| CSU                   | 63,9    | 54,7    | 55,1    |
| SPD                   | 15,8    | 24,5    | 25,2    |
| Bündnis 90/Die Grünen | 7,5     | 5,9     | 6,9     |
| FDP                   | 2,4     | 1,7     | 2,8     |
| sonstige              | 10,3    | 13,3    | 10,1    |
| insgesamt             | 100     | 100     | 100     |

## Gewählte Abgeordnete

### Wahl 2018
Alle Zahlen nach den vorläufigen Ergebnissen des Wahlleiters, Stand 16. Oktober 2018.
| Mitglied des Landtages | geb. | Partei                | Stimmkreis               | Stimmen | davon Erststimmen | Bemerkungen      |
| ---------------------- | ---- | --------------------- | ------------------------ | ------- | ----------------- | ---------------- |
| Markus Bayerbach       | 1962 | AfD                   | Augsburg-Stadt-Ost       | 045492  | 08156             |                  |
| Eric Beißwenger        | 1972 | CSU                   | Lindau, Sonthofen        | 033537  | 29658             | Direktmandat     |
| Cemal Bozoğlu          | 1961 | Bündnis 90/Die Grünen | Augsburg-Stadt-West      | 020421  | 15972             |                  |
| Maximilian Deisenhofer | 1987 | Bündnis 90/Die Grünen | Augsburg-Land-Süd        | 027128  | 14360             |                  |
| Wolfgang Fackler       | 1975 | CSU                   | Donau-Ries               | 036259  | 33630             | Direktmandat     |
| Thomas Gehring         | 1958 | Bündnis 90/Die Grünen | Lindau, Sonthofen        | 034021  | 19054             |                  |
| Harald Güller          | 1963 | SPD                   | Augsburg-Stadt-West      | 024038  | 07696             |                  |
| Christina Haubrich     | 1971 | Bündnis 90/Die Grünen | Aichach-Friedberg        | 020181  | 12247             |                  |
| Johann Häusler         | 1952 | Freie Wähler          | Augsburg-Land, Dillingen | 017519  | 13999             |                  |
| Leopold Herz           | 1953 | Freie Wähler          | Lindau, Sonthofen        | 025416  | 13671             |                  |
| Johannes Hintersberger | 1953 | CSU                   | Augsburg-Stadt-West      | 042666  | 24195             | Direktmandat     |
| Alexander Hold         | 1962 | Freie Wähler          | Kempten, Oberallgäu      | 069775  | 16189             |                  |
| Klaus Holetschek       | 1964 | CSU                   | Memmingen                | 033199  | 27244             | Direktmandat     |
| Andreas Jäckel         | 1965 | CSU                   | Augsburg-Stadt-Ost       | 025676  | 21976             | Direktmandat     |
| Thomas Kreuzer         | 1959 | CSU                   | Kempten, Oberallgäu      | 113327  | 25798             | Direktmandat     |
| Eva Lettenbauer        | 1992 | Bündnis 90/Die Grünen | Donau-Ries               | 017651  | 10300             | Ausgleichsmandat |
| Christoph Maier        | 1984 | AfD                   | Memmingen                | 022390  | 09089             |                  |
| Gerd Mannes            | 1969 | AfD                   | Günzburg                 | 018149  | 08861             |                  |
| Fabian Mehring         | 1989 | Freie Wähler          | Augsburg-Land-Süd        | 020368  | 09943             |                  |
| Beate Merk             | 1957 | CSU                   | Neu-Ulm                  | 038936  | 25008             | Direktmandat     |
| Bernhard Pohl          | 1964 | Freie Wähler          | Kaufbeuren               | 014139  | 09644             | Ausgleichsmandat |
| Franz Josef Pschierer  | 1958 | CSU                   | Kaufbeuren               | 044397  | 25164             | Direktmandat     |
| Alfred Sauter          | 1950 | CSU                   | Günzburg                 | 028886  | 24915             | Direktmandat     |
| Angelika Schorer       | 1958 | CSU                   | Marktoberdorf            | 039120  | 30414             | Direktmandat     |
| Stephanie Schuhknecht  | 1983 | Bündnis 90/Die Grünen | Augsburg-Stadt-Ost       | 061093  | 17357             |                  |
| Ulrich Singer          | 1976 | AfD                   | Donau-Ries               | 015653  | 07770             | Ausgleichsmandat |
| Dominik Spitzer        | 1967 | FDP                   | Lindau, Sonthofen        | 013056  | 04233             |                  |
| Simone Strohmayr       | 1967 | SPD                   | Aichach-Friedberg        | 017794  | 05785             |                  |
| Peter Tomaschko        | 1973 | CSU                   | Aichach-Friedberg        | 032653  | 31895             | Direktmandat     |
| Carolina Trautner      | 1961 | CSU                   | Augsburg-Land-Süd        | 051463  | 33903             | Direktmandat     |
| Georg Winter           | 1951 | CSU                   | Augsburg-Land, Dillingen | 033840  | 31448             | Direktmandat     |

### Wahl 2013
| Mitglied des Landtages | geb. | Partei                | Stimmkreis               | Stimmen | davon Erststimmen | Bemerkungen  |
| ---------------------- | ---- | --------------------- | ------------------------ | ------- | ----------------- | ------------ |
| Eric Beißwenger        | 1972 | CSU                   | (nur Liste)              | 021513  | 0-                |              |
| Wolfgang Fackler       | 1975 | CSU                   | Donau-Ries               | 036059  | 33545             | Direktmandat |
| Linus Förster          | 1965 | SPD                   | Augsburg-Stadt-Ost       | 027124  | 15980             |              |
| Thomas Gehring         | 1958 | Bündnis 90/Die Grünen | Kempten, Oberallgäu      | 014071  | 07186             |              |
| Harald Güller          | 1963 | SPD                   | Augsburg-Stadt-West      | 047392  | 14951             |              |
| Leopold Herz           | 1953 | Freie Wähler          | Lindau, Sonthofen        | 019538  | 09338             |              |
| Johannes Hintersberger | 1953 | CSU                   | Augsburg-Stadt-West      | 049069  | 25805             | Direktmandat |
| Klaus Holetschek       | 1964 | CSU                   | Memmingen                | 041639  | 29733             | Direktmandat |
| Christine Kamm         | 1952 | Bündnis 90/Die Grünen | Augsburg-Stadt-Ost       | 031779  | 07090             |              |
| Bernd Kränzle          | 1942 | CSU                   | Augsburg-Stadt-Ost       | 034496  | 24748             | Direktmandat |
| Thomas Kreuzer         | 1959 | CSU                   | Kempten, Oberallgäu      | 069907  | 30452             | Direktmandat |
| Ulrich Leiner          | 1953 | Bündnis 90/Die Grünen | Lindau, Sonthofen        | 012178  | 08001             |              |
| Beate Merk             | 1957 | CSU                   | Neu-Ulm                  | 129234  | 29089             | Direktmandat |
| Ulrike Müller          | 1962 | Freie Wähler          | Kempten, Oberallgäu      | 023078  | 09780             |              |
| Bernhard Pohl          | 1964 | Freie Wähler          | Kaufbeuren               | 022583  | 08184             |              |
| Franz Josef Pschierer  | 1958 | CSU                   | Kaufbeuren               | 037787  | 29733             | Direktmandat |
| Hans Reichhart         | 1982 | CSU                   | (nur Liste)              | 024462  | 0-                |              |
| Eberhard Rotter        | 1954 | CSU                   | Lindau, Sonthofen        | 036348  | 35024             | Direktmandat |
| Alfred Sauter          | 1950 | CSU                   | Günzburg                 | 035540  | 28758             | Direktmandat |
| Angelika Schorer       | 1958 | CSU                   | Marktoberdorf            | 043321  | 31509             | Direktmandat |
| Simone Strohmayr       | 1967 | SPD                   | Aichach-Friedberg        | 031427  | 11505             |              |
| Peter Tomaschko        | 1973 | CSU                   | Aichach-Friedberg        | 034801  | 34158             | Direktmandat |
| Carolina Trautner      | 1961 | CSU                   | Augsburg-Land-Süd        | 043137  | 37944             | Direktmandat |
| Paul Wengert           | 1952 | SPD                   | Marktoberdorf            | 026562  | 08710             |              |
| Georg Winter           | 1951 | CSU                   | Augsburg-Land, Dillingen | 032136  | 29118             | Direktmandat |
| Herbert Woerlein       | 1958 | SPD                   | Augsburg-Land-Süd        | 015150  | 13195             |              |

### Wahl 2008
| Mitglied des Landtages | geb. | Partei                | Stimmkreis                          | Erststimmen in % | Bemerkungen  |
| ---------------------- | ---- | --------------------- | ----------------------------------- | ---------------- | ------------ |
| Georg Barfuß           | 1944 | FDP                   | Stimmkreis Augsburg-Land, Dillingen |                  |              |
| Linus Förster          | 1965 | SPD                   | Stimmkreis Augsburg-Stadt-Ost       |                  |              |
| Thomas Gehring         | 1958 | Bündnis 90/Die Grünen | Stimmkreis Kempten, Oberallgäu      |                  |              |
| Harald Güller          | 1963 | SPD                   | Stimmkreis Augsburg-Stadt-West      |                  |              |
| Leopold Herz           | 1953 | Freie Wähler          | Stimmkreis Lindau, Sonthofen        |                  |              |
| Johannes Hintersberger | 1953 | CSU                   | Augsburg-Stadt-West                 | 40,3             | Direktmandat |
| Christine Kamm         | 1952 | Bündnis 90/Die Grünen | Stimmkreis Augsburg-Stadt-Ost       |                  |              |
| Bernd Kränzle          | 1942 | CSU                   | Augsburg-Stadt-Ost                  | 40,6             | Direktmandat |
| Thomas Kreuzer         | 1959 | CSU                   | Kempten, Oberallgäu                 | 40,2             | Direktmandat |
| Beate Merk             | 1957 | CSU                   | (nur Liste)                         |                  |              |
| Brigitte Meyer         | 1957 | FDP                   | Stimmkreis Aichach-Friedberg        |                  |              |
| Josef Miller           | 1947 | CSU                   | Memmingen                           | 48,2             | Direktmandat |
| Ulrike Müller          | 1962 | Freie Wähler          | Stimmkreis Kempten, Oberallgäu      |                  |              |
| Reinhard Pachner       | 1944 | CSU                   | Aichach-Friedberg                   | 44,2             | Direktmandat |
| Bernhard Pohl          | 1964 | Freie Wähler          | Stimmkreis Kaufbeuren               |                  |              |
| Franz Josef Pschierer  | 1958 | CSU                   | Kaufbeuren                          | 46,5             | Direktmandat |
| Eberhard Rotter        | 1954 | CSU                   | Lindau, Sonthofen                   | 44,4             | Direktmandat |
| Alfred Sauter          | 1950 | CSU                   | Günzburg                            | 50,1             | Direktmandat |
| Georg Schmid           | 1953 | CSU                   | Donau-Ries                          | 52,9             | Direktmandat |
| Peter Schmid           | 1947 | CSU                   | Neu-Ulm                             | 44,5             | Direktmandat |
| Angelika Schorer       | 1958 | CSU                   | Marktoberdorf                       | 48,2             | Direktmandat |
| Adi Sprinkart          | 1953 | Bündnis 90/Die Grünen | Stimmkreis Lindau, Sonthofen        |                  |              |
| Max Strehle            | 1946 | CSU                   | Augsburg-Land-Süd                   | 50,3             | Direktmandat |
| Simone Strohmayr       | 1967 | SPD                   | Stimmkreis Aichach-Friedberg        |                  |              |
| Paul Wengert           | 1952 | SPD                   | Stimmkreis Marktoberdorf            |                  |              |
| Georg Winter           | 1951 | CSU                   | Augsburg-Land, Dillingen            | 51,4             | Direktmandat |